# Lac Jenny
 (août 2020).
Le lac Jenny  (Jenny Lake en anglais) est un lac situé dans le parc national de Grand Teton au nord-ouest du Wyoming aux États-Unis. Différentes activités nautiques et de randonnées sont proposées aux touristes venant visiter le parc national.
Le lac est formé par les eaux retenues par la moraine frontale à la suite du retrait du glacier qui a façonné le Cascade Canyon, il y a 12 000 ans. Situé à une altitude de 2 067 m, il atteint une profondeur maximale de 79 m.

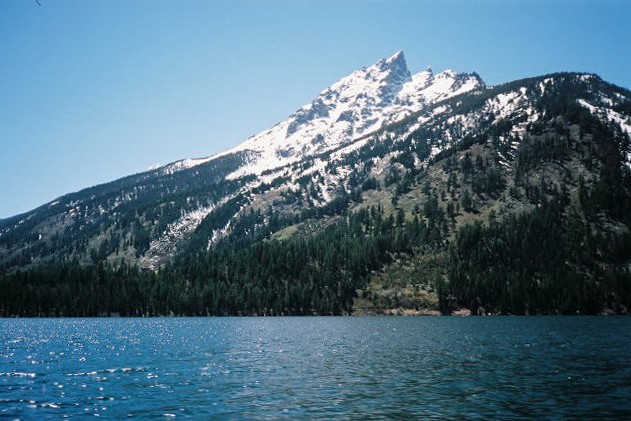
Le lac Jenny
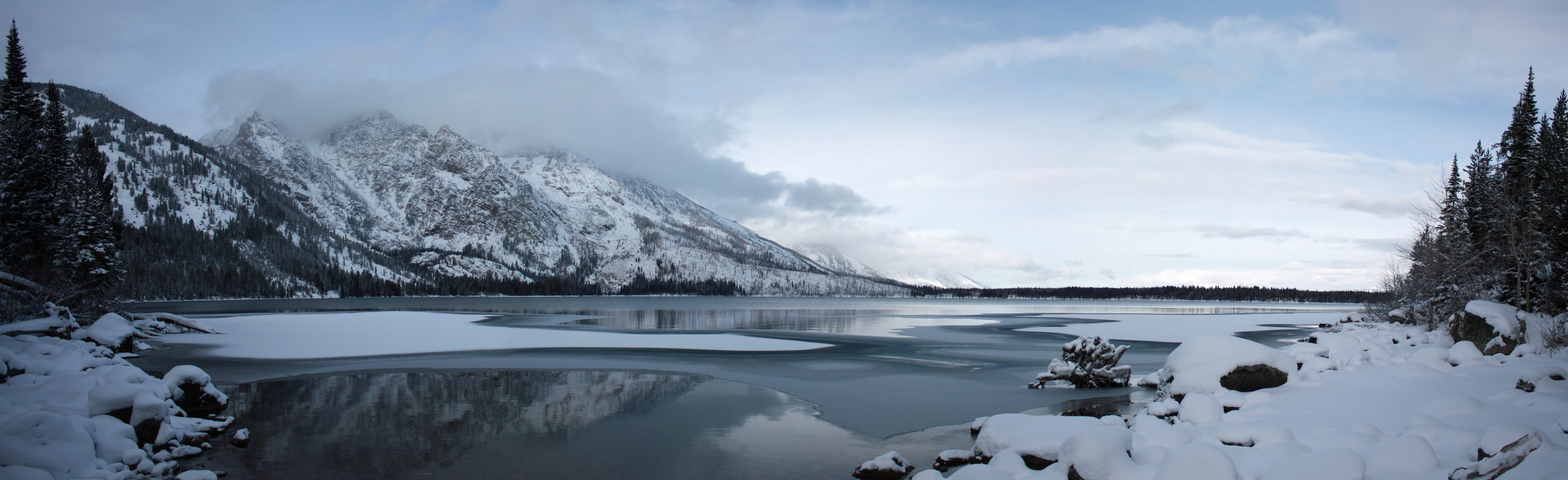
Lac Jenny en décembre.
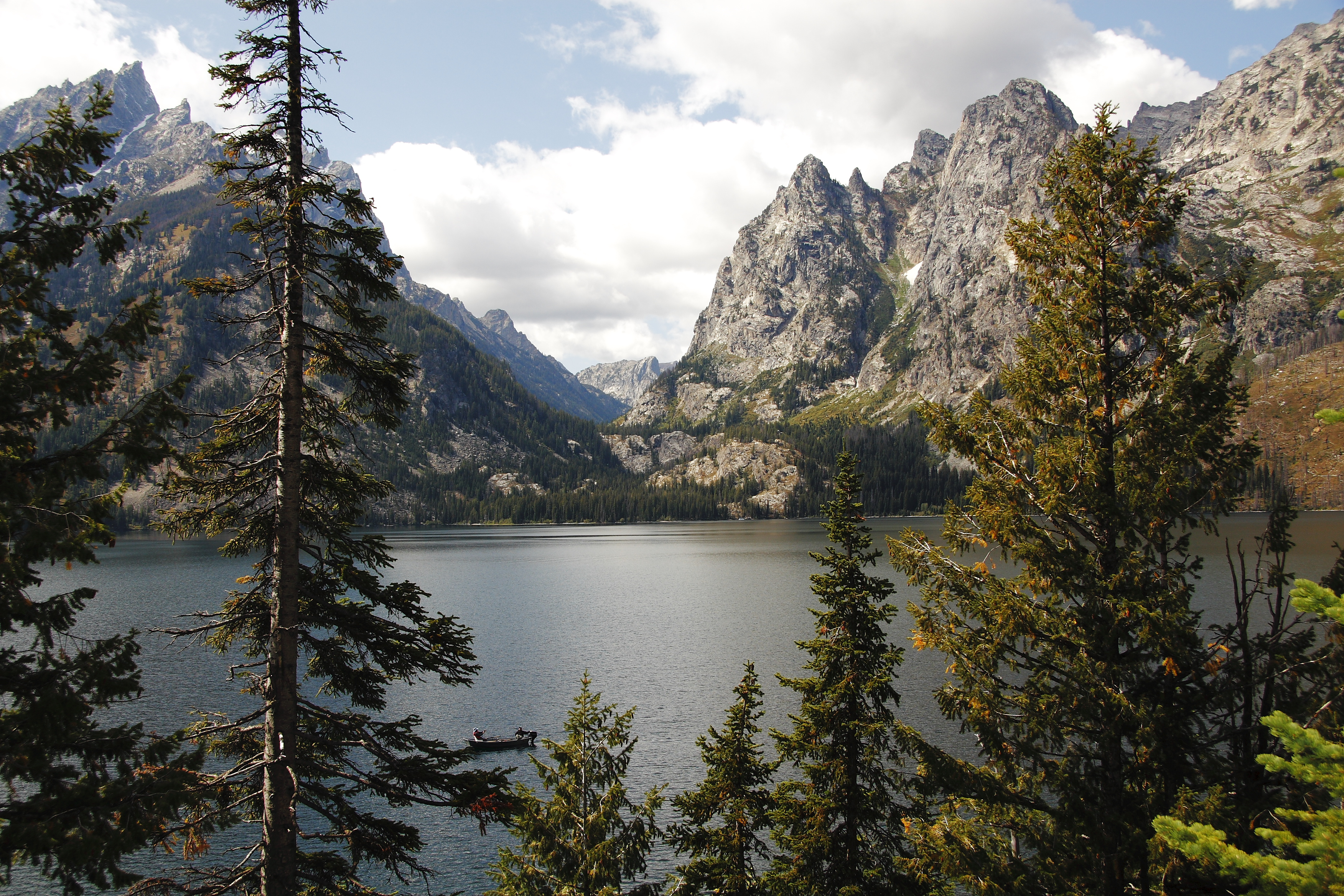
Mont Owen, mont St. John et lac Jenny.
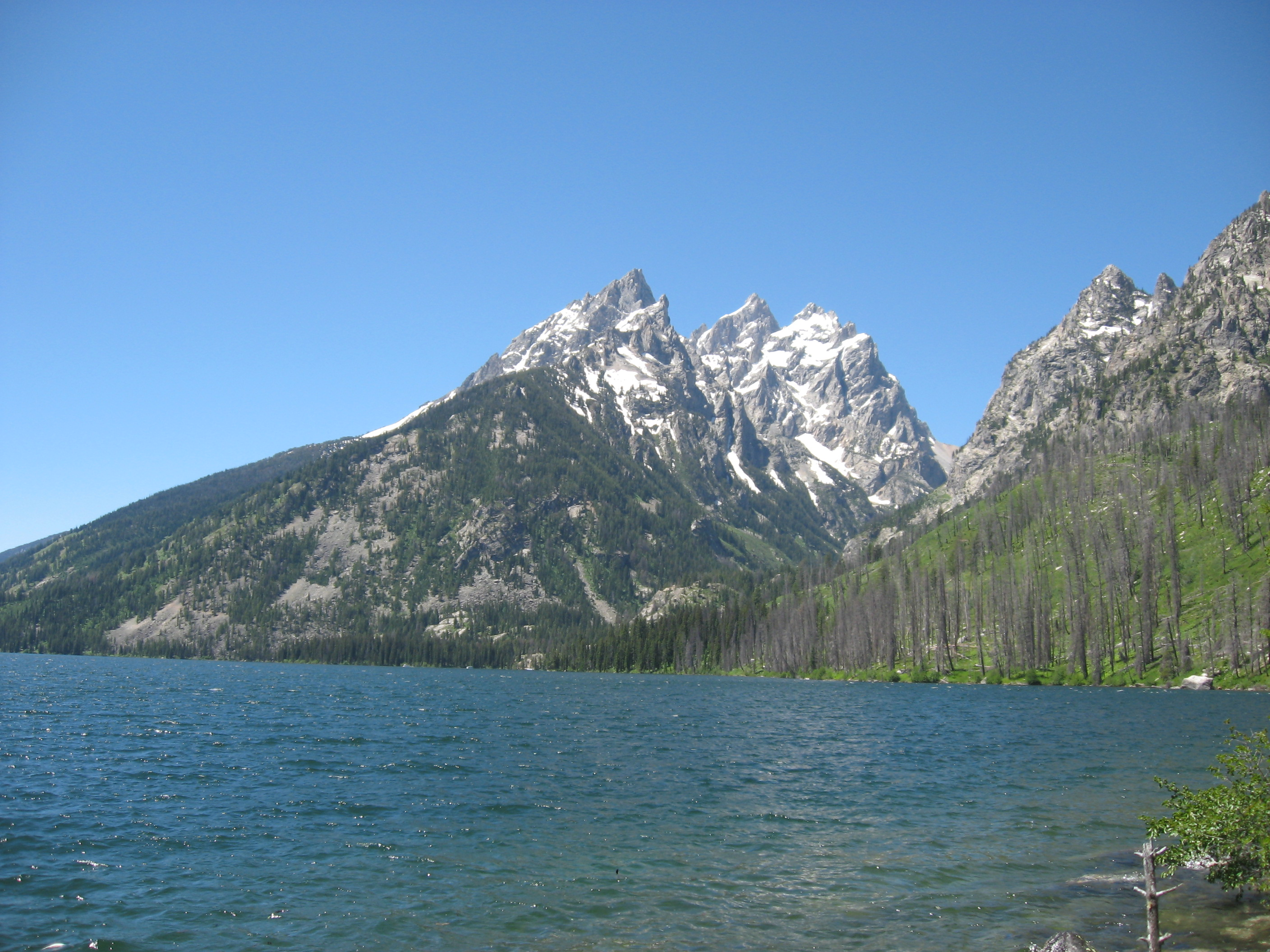
La chaîne Teton sur les rives du lac Jenny.

Le Jenny Lake Lodge, un hôtel historique, est situé non loin de la rive nord du lac.

## Divers
Gary Hemming le "beatnik des cimes", alpiniste américain met fin à ses jours en 1969 au bord du lac Jenny, à l'aide d'une arme à feu.